# Mirjam Björklund
Mirjam Björklund (29 de julio de 1998) es una tenista sueca.
Björklund tiene como mejor ranking de individuales WTA el No. 124, logrado el en junio de 2022. En dobles su mayor ranking ha sido el 281 logrado en enero de 2022.
Björklund hizo su debut en el cuadro principal de la WTA en el Abierto de Suecia de 2017, donde se enfrentó a Kateryna Kozlova en la primera ronda.
Hizo su debut en un cuadro principal de Grand Slam en Roland Garros de 2022 dónde cayó con la croata Donna Vekic.

## Títulos WTA 125s

### Dobles (1–0)
| Resultado | Fecha               | Torneos | Superficie    | Pareja      | Oponentes                           | Resultado        |
| --------- | ------------------- | ------- | ------------- | ----------- | ----------------------------------- | ---------------- |
| Campeona  | 10 de julio de 2021 | Bastad  | Tierra batida | Leonie Küng | Tereza Mihalíková Kamilla Rakhimova | 5–7, 6–3, [10–5] |